# One Hundred and Forty Days Under the World
One Hundred and Forty Days Under the World ist ein neuseeländischer Dokumentar-Kurzfilm aus dem Jahr 1964. Regie führte der neuseeländische Kameramann Kell Fowler.

## Inhalt
Der Film zeigt die Organisation, aber auch die Forschungen in der neuseeländischen Scott Base auf der Ross-Insel vor Antarktika in der Sommersaison von Anfang Oktober 1963 bis Februar 1964. Anfang Oktober treffen Wissenschaftler aus zwölf Nationen ein, die ihre Forschungen in der Sommersaison durchführen wollen, aber auch das Team, das für die nächsten zwölf Monate die Basis besetzen soll. Sie versetzen die Station wieder in den Sommermodus. Dazu gehört auch, die noch vom Vorjahr übrigen Vorräte aus dem Schnee zu graben; die Vorräte werden benötigt, weil es noch Wochen dauern wird, bis das Versorgungsschiff der Station, die Endeavor, bis dorthin vordringen kann. Auch die Schlittenhunde, die in der Station überwintert haben, müssen trainiert werden; in dieser Saison soll mit ihrer Hilfe die Erkundung der Ross Dependency abgeschlossen werden. Drei Zweierteams mit jeweils einem Hundeschlitten fliegen zunächst per Flugzeug über 300 Meilen weit fort und werden dann drei Monate lang etwa 1600 Meilen das Land kartografieren. Ein anderes Forscherteam bricht mit einem mit Benzin angetriebenen Schlitten auf, um nachzumessen, wie viel Schnee über den Winter gefallen ist. Wieder andere Forscher beobachten eine Brutkolonie von Adeliepinguinen.
In Wellington ist es mittlerweile Frühsommer. Das Versorgungsschiff Endeavor bricht von dort zur Fahrt zur Scott Base auf. Zunächst geht es ins Rossmeer. Dort wird das Schiff von Packeis aufgehalten. Es muss daher auf drei US-amerikanische Eisbrecher warten, deren Arbeit ausführlich gezeigt wird. Als die Endeavor nahe der Station ankommt, sind die jungen Pinguine bereits geschlüpft. Sie sind die meiste Zeit allein, da die Eltern das Futter über mehrere Kilometer aus dem Meer holen müssen. Weitere Forschungsprojekte sind Untersuchungen über Robben, zum Beispiel wie sie den Winter überstanden haben. In Eisminen wird weit unter der Oberfläche altes Eis untersucht und geprüft, ob die Eisdecke wächst oder kleiner wird. Gletscherforscher installieren Markierungen mit deren Hilfe im nächsten Sommer festgestellt werden soll, wie sich die Eisoberfläche bewegt. Außerdem sollen bisher unverstandene weitgehend eisfreie Täler in der Antarktis erforscht werden.
Anfang Februar wird es wieder kälter; die Station wird auf den kommenden Winter vorbereitet. Und diejenigen, die nur für den Sommer gekommen sind, müssen sich beeilen, um mit der Endeavor oder im Flugzeug heimzureisen.

## Hintergrund
One Hundred and Forty Days Under the World wurde von der National Film Unit (NFU) produziert, der staatlichen Filmproduktionsgesellschaft Neuseelands. Der Film hatte seine Premiere am 6. November 1964 in Christchurch.

## Oscarnominierung
Bei der Oscarverleihung 1965 waren die Produzenten Geoffrey Scott und Oxley Hughan mit One Hundred and Fourty Days Under the World für einen Oscar in der Kategorie Bester Dokumentar-Kurzfilm nominiert. Der Preis ging jedoch an Charles Guggenheim für Nine from Little Rock.